# Richtlinien für die Sicherung von Arbeitsstellen an Straßen
Die Richtlinien für die verkehrsrechtliche Sicherung von Arbeitsstellen an Straßen (RSA) sind ein in Deutschland gültiges technisches Regelwerk und beschreiben die verkehrsrechtlichen Sicherungen von Arbeitsstellen an und auf Straßen. Die RSA gilt auf allen öffentlichen Straßen in Deutschland und ist Bestandteil der Verwaltungsvorschrift zur Straßenverkehrs-Ordnung.
Die aktuelle Ausgabe 2021 (RSA 21) wurde am 15. Februar 2022 vom für den Verkehr zuständigen Bundesministerium mit dem Allgemeinen Rundschreiben Straßenbau (ARS Nr. 24/2021) im Verkehrsblatt (VkBl. 3/2022) veröffentlicht. Sie ersetzte die im Februar 1995 veröffentlichten Richtlinien für die Sicherung von Arbeitsstellen an Straßen (RSA 95; VkBl. 7/1995). Mit der Ausgabe 2021 wurde sie in Richtlinien für die verkehrsrechtliche Sicherung von Arbeitsstellen an Straßen umbenannt, um u. a. die Abgrenzung zum Arbeitsstättenrecht darzustellen. Die Ursprungsfassung der RSA entstand im Jahr 1980.

## Inhalt
Der Inhalt unterteilt sich in vier Abschnitte, die zugleich die Anwendungsbereiche der Richtlinie darstellen. Der Teil A behandelt Allgemeines, wie beispielsweise Grundbegriffe, Verkehrszeichen und Absperrmaterialien. In Teil B werden Arbeitsstellen an innerörtlichen Straßen geregelt. Teil C widmet sich Landstraßen und in Teil D wird die Sicherung von Arbeitsstellen an Autobahnen geregelt.
In den Teilen B bis D werden sowohl Arbeitsstellen von kürzerer Dauer als auch Arbeitsstellen von längerer Dauer behandelt. Des Weiteren werden für jeden Abschnitt bzw. Anwendungsbereich verschiedene Regelpläne dargestellt. Die Richtlinie muss stets an die aktuelle Fassung der StVO angepasst werden.
Wichtigste Neuerung ist das Pflichtwerden von retroreflektierenden Schutzfolien zumindest bei Arbeitsstellen an Autobahnen. Ebenso wurden Vorwarneinrichtungen und Absperreinrichtungen modifiziert und das Tragen von Warnwesten verbindlich eingeführt. Ein Geschwindigkeitstrichter wurde auf Autobahnen bindende Vorschrift.